# Xavier Montrouzier
Le Révérend Père Jean Xavier Hyacinthe Montrouzier, né le 3 décembre 1820 à Montpellier et mort le 16 mai 1897 à Saint-Louis en Nouvelle-Calédonie, est un missionnaire et explorateur naturaliste français.

## Biographie
Xavier Montrouzier, missionnaire apostolique de la congrégation des Pères maristes dans les Îles de l'océan Pacifique depuis 1846, jusqu'à sa mort en 1897, fut le premier curé de Nouméa et l'aumônier du bagne.
À côté de son apostolat, le Père Montrouzier s'adonnait à l'étude de la faune, notamment entomologique (il identifie par exemple le genre Rhinoscapha), et de la flore de la Mélanésie, en particulier de la Nouvelle-Calédonie, où il introduisit le merle des Moluques en 1874 pour lutter contre les sauterelles. Il effectua aussi des récoltes au cours de ses voyages en Australie, à Tahiti, ainsi qu'à Madagascar et à La Réunion.
Ses collections botaniques de Nouvelle-Calédonie, conservées dans les herbiers de l'université de Lyon et de l'institut de botanique de Montpellier, ont été étudiées par Georges Beauvisage.
Sa collection de coquillages est conservée au Muséum d'histoire naturelle de Bordeaux.

## Œuvres
- Montrouzier X., 1857. Essai sur la faune entomologique de l'Ile Woodlark ou Moiou. Imprimerie Dumoulin, Lyon, 226 pages.
- Montrouzier X., 1858. Description de quelques hémiptères de la Nouvelle-Calédonie. Annales de la Société linnéenne de Lyon 5: 243-260.
- Montrouzier X., 1859. Observations entomologiques sur l'île Lifu. Annales de la Société entomologique de France, Série 3, 7: 145-149.
- Montrouzier X., 1860. Essai sur la faune entomologique de la Nouvelle-Calédonie (Balade) et des îles des Pins, Art, Lifu, etc. COLÉOPTÈRES. Annales de la Société entomologique de France, Série 3, 8: 227-308 (double pagination 867-916), pl. 7.
- Montrouzier X., 1860. Essai sur la faune entomologique de la Nouvelle-Calédonie (Balade) et des îles des Pins, Art, Lifu, etc. COLÉOPTÈRES (Suite) (1). Annales de la Société entomologique de France, Série 3, 8: 309-358, pl. 7.
- Montrouzier X., 1861. Essai sur la faune entomologique de la Nouvelle-Calédonie (Balade) et des îles des Pins, Art, Lifu, etc. HÉMIPTÈRES. Annales de la Société entomologique de France, Série 4, 1: 59-74.
- Montrouzier X., 1861. Essai sur la faune entomologique de la Nouvelle-Calédonie (Balade) et des îles des Pins, Art, Lifu, etc. : COLÉOPTÈRES (Fin) (1). Annales de la Société entomologique de France, Série 4, 1: 265-306.
- Perroud B.-P. & X. Montrouzier, 1864. Essai sur la faune entomologique de Kanala, Nouvelle-Calédonie et description de quelques espèces nouvelles ou peu connues. Annales de la Société linnéenne de Lyon (N.S.), 11: 46-257.
- Montrouzier X., 1860. Nouvelle-Calédonie – Historique de la Mission catholique. Revue algérienne coloniale, avril 1860, II: 209-237.
- Montrouzier X., 1870. Sur la Nouvelle-Calédonie. Bulletins et Mémoires de la Société d'Anthropologie de Paris, 5 : 28-45.
- Montrouzier X., 1876. Notes d'histoire naturelle des îles Huon et Surprise. Bulletin de la Société de Géographie, Série 6, 12: 645-648.
- Montrouzier X., 1877. Histoire naturelle des îles Huon et Surprise. Revue maritime coloniale, 52: 616-618.

## Éponymie
Les espèces végétales suivantes lui sont dédiées :
- Phyllanthus montrouzieri Guillaumin (Euphorbiaceae)
- Barringtonia montrouzieri Vieill. (Lecythidaceae)
- Mezonevron montrouzieri Guillaumin (Leguminosae)
- Aglaia montrouzieri Pierre (Meliaceae)
- Lepiaglaia montrouzieri Pierre (Meliaceae)
- Xanthostemon montrouzieri Pamp. (Myrtaceae)
- Nepenthes montrouzierii Dubard (Nepenthaceae)

Les espèces animales suivantes lui sont dédiées :
- Papilio montrouzieri Boisduval (Lepidoptera, Papilionidae)
- Elytrocallus montrouzieri Chevrolat (Coleoptera, Curculionidae)
- Cryptolaemus montrouzieri Mulsant (Coleoptera, Coccinellidae)
- Scaphodius montrouzieri Schöller (Coleoptera, Chrysomelidae, Cryptocephalinae)
- Metrioidea montrouzieri Beenen (Coleoptera, Chrysomelidae, Galerucinae)
- Aulacophora xavieri Beenen (Coleoptera, Chrysomelidae, Galerucinae)
- Buprestomorpha montrouzieri Thomson (Coleoptera, Cerambycidae)
- Blapsilon montrouzieri (Thomson) (Coleoptera, Cerambycidae)
- Enicodes montrouzieri  Montrouzier (Coleoptera, Cerambycidae)

Et enfin, le genre Montrouzierella Jolivet, Verma & Mille (Coleoptera, Chrysomelidae, Eumolpinae) comportant sept espèces.

## Commémoration
En avril 2008, la Paroisse de Nathalo Lifou, fondée en 1858 par le père Montrouzier en Nouvelle-Calédonie, a célébré le 150e anniversaire de sa première messe. À cette occasion une croix languedocienne en céramique a été offerte à la paroisse par Monseigneur Guy Thomazeau, archevêque de Montpellier, ville natale du Père Montrouzier.